# آق‌بلاغ سادات
آق‌بلاغ سادات روستایی در دهستان هندودر بخش سربند شهرستان شازند استان مرکزی ایران است.

## جمعیت
بر پایه سرشماری عمومی نفوس و مسکن در سال ۱۳۹۵ جمعیت این روستا ۱۹۹ نفر (۶۵خانوار) بوده‌است.